# Vickers Mk VII Tetrarch
Il Tetrarch era un carro armato leggero aviotrasportabile di produzione britannica ed utilizzato dal British Army, l'esercito del Regno Unito, durante la seconda guerra mondiale.

## Sviluppo
Il British Army, prima del secondo conflitto mondiale, aveva già una lunga tradizione nel campo dei carri leggeri, il cui sviluppo si dovette soprattutto alla Vickers-Armstrong. In particolare, il modello 6 ton del 1928 fece scuola e fu impiegato da svariati eserciti, soprattutto da quelli rumeno e sovietico. Nel 1935-36 la Vickers realizzò il carro leggero Mk VI, prodotto in serie in 1.145 esemplari, che fu il tipo di maggior successo dell'intera famiglia.

Nel 1937, di propria iniziativa, la Vickers-Armstrong realizzò il prototipo dell'Mk VII che, pur basandosi sull'esperienza del Mk VI-C e sul sistema di sterzatura della famiglia dei Vickers Carriers, introduceva un doppio metodo di sterzo, ideato da Leslie Little: per le curve ad ampio raggio i rulli potevano sterzare leggermente con un comando a volante, mentre per sterzare in uno spazio ristretto si ricorreva alla tradizionale frenatura differenziata dei due cingoli, diretta da due leve. Un'altra prerogativa poco usuale era la possibilità, grazie al treno di rotolamento Christie, di rimuovere i cingoli, che potevano facilmente essere smontati e rimontati, e viaggiare sugli anelli di gomma dei rulli.

In teoria ciò avrebbe dovuto migliorare le condizioni di marcia su strade asfaltate, grazie anche all'efficacia delle sospensioni idropneumatiche indipendenti. La trasmissione aveva cinque marce avanti e una retromarcia.

Questo carro aveva una protezione fino a 14 mm e la sua torretta aveva lo stesso armamento dei contemporanei carri "Cruiser", con un cannone da 40 mm e una mitragliatrice Besa da 7,92 mm. Alcuni carri ebbero, per il cannone, il Littlejohn Adaptor (che appariva come un segmento di maggior diametro verso la fine della canna) con il quale la velocità del proiettile aumentava considerevolmente.
Spesso, all'armamento principale si accompagnavano due mortai lanciafumogeni ai lati della torretta e un fucile mitragliatore ZB/Enfield Bren Mk II da 7,7 mm a disposizione del capocarro.

Il prototipo, conosciuto come Mk VII Purdah (la pratica delle donne indiane di nascondere il viso e, per estensione, del loro velo) o anche come PR Tank, fu presentato nel 1938 al "War Office" che gli assegnò la designazione di Light Tank A17E1.
L'Esercito inglese, nonostante i carri leggeri fossero già al tramonto, vide per l'A17 una possibilità di impiego da parte delle Airborne Division in quanto questo mezzo, con il suo peso totale inferiore alle 8 t, consentiva il trasporto mediante i più grandi alianti da sbarco; in pratica attorno al Tetrarch venne progettato il General Aircraft GAL.49 "Hamilcar Mk I", con carico utile di 8 t.

## Impiego operativo
Il mezzo entrò in produzione presso la Metropolitan-Cammell Carriage & Wagon, una divisione della Vickers, che ne produsse 171, tra il 1940 e il 1942, quando la costruzione si arrestò a causa del bombardamento dello stabilimento compiuto dalla Luftwaffe.
L'Esercito inglese impiegò questi carri con l'8ª Armata in Africa settentrionale e alcuni presero parte all'Operazione Ironclad per l'occupazione del Madagascar nel maggio 1942. Questi mezzi però sono passati alla storia per essere stati trasportati mediante 24 alianti Hamilcar in Normandia, il 6 giugno 1944, ormai battezzati Tetrarch I, in carico alla 6th Airborne Division sbarcata lungo il fiume Orne. I mezzi superstiti presero parte all'attraversamento del Reno il 24 marzo 1945. Gli ultimi Tetrarch rimasero in servizio con le forze inglesi fino al 1950.
All'inizio del 1942, 20 carri di questo tipo furono consegnati all'Armata Rossa nel quadro delle forniture interalleate. I sovietici vennero favorevolmente impressionati dall'agilità di questo piccolo corazzato e dalla sua possibilità di utilizzare benzina a basso numero di ottani. Nell'estate del 1942 alcuni Tetrarch furono inviati alla Scuola di Sumgait e sembra che si siano scontrati con reparti tedeschi. Alcuni Tetrarch in Francia caddero in mani tedesche e la Wehrmacht assegnò loro la designazione di Leichter Panzerkampfwagen Mk VII 737(e) ma nessuno di questi mezzi ebbe un qualche impiego con le insegne tedesche.

## Varianti
Alcuni esemplari furono modificati con la sostituzione del cannone mediante un obice da 76 mm e per questo motivo furono chiamati Tetrarch ICS (Close Support).
Nel 1941 venne effettuato anche un esperimento per trasformare il carro in anfibio DD (Duplex Drive) con il complesso di galleggiamento Straussler.

Una componente importante del Tetrarch fu alla base del successo dell'autoblindo Daimler Mk I e Mk II che ne montava la torretta e l'armamento.

### Mark VIII Harry Hopkins
Nonostante il declino dei carri leggeri sul campo di battaglia, rimaneva l'esigenza delle truppe aviotrasportate e nel 1941 la Vickers decise di sviluppare ulteriormente il progetto del Tetrarch con una versione ammodernata, inizialmente indicata come Mk.VII Revised.
Il nuovo mezzo, poi designato dalla Vickers Mk.VIII e dal British Army A25E1 Harry Hopkins (in onore del consigliere di Roosevelt responsabile del Lend-Lease Act), aveva la caratteristica di un incremento della protezione, che in alcune aree arrivava a 38 mm, e il conseguente aumento di peso che influiva negativamente sulla velocità massima, che scendeva a 48 km/h.Quando lo stabilimento Metropolitan-Cammell venne ripristinato, fu allestita una serie di 102 Harry Hopkins.

Nel 1942 in Gran Bretagna venne sviluppato il nuovo obice Mk.3 da 95 mm per il quale fu previsto l'impiego con affusti semoventi per l'appoggio della fanteria.
Nel 1944 si decise di adattare a questo scopo lo scafo del carro leggero Mk VIII e fu realizzato il prototipo di un semovente del peso di 8128 kg dalla sagoma estremamente bassa, con il pezzo montato sulla piastra frontale dello scafo. Ne venne costruito un esemplare chiamato Alecto (Aletto, una delle tre Furie) e ne fu ipotizzata una versione con un cannone da 87,6 mm che non venne costruita.
Questi mezzi non ebbero seguito, ma nel 1945, almeno un Alecto fu convertito in bulldozer e fu rinominato Alecto Dozer.